# Grand Hôtel (Cabourg)
Le Grand Hôtel est un hôtel situé à Cabourg, dans le Calvados.

## Histoire
En 1861, un premier hôtel de luxe est construit à côté d'un casino en bois, lui-même érigé en 1854. L'ensemble forme le point central à partir duquel partent les rues de « Cabourg-les-Bains ». En 1867, le casino est reconstruit en pierre. En 1907, le Grand Hôtel et le casino de Cabourg sont reconstruits par les architectes Lucien Viraut et Émile Mauclerc. Entre 1907 et 1914, Marcel Proust fréquente régulièrement le Grand Hôtel de Cabourg, logeant dans la chambre 414 du quatrième étage. L'écrivain évoque le lieu dans À la recherche du temps perdu sous le nom de Balbec :

« Parmi les chambres dont j'évoquais le plus souvent l’image dans mes nuits d'insomnie, aucune ne ressemblait moins aux chambres de Combray, saupoudrées d'une atmosphère grenue, pollinisée, comestible et dévote, que celle du Grand-Hôtel de la Plage, à Balbec, dont les murs passés au ripolin contenaient, comme les parois polies d'une piscine où l'eau bleuit, un air pur, azuré et salin. »

Durant la Seconde Guerre mondiale, le Grand Hôtel est occupé par les Allemands.
Il appartient de nos jours au groupe Accor sous enseigne MGallery.

## Architecture
Le Grand Hôtel et le casino constituent l'un des ensembles balnéaires les plus cohérents et les mieux conservés de la Belle Époque. Les façades et les toitures du Grand Hôtel font l'objet d'une inscription depuis le 10 juin 2014.

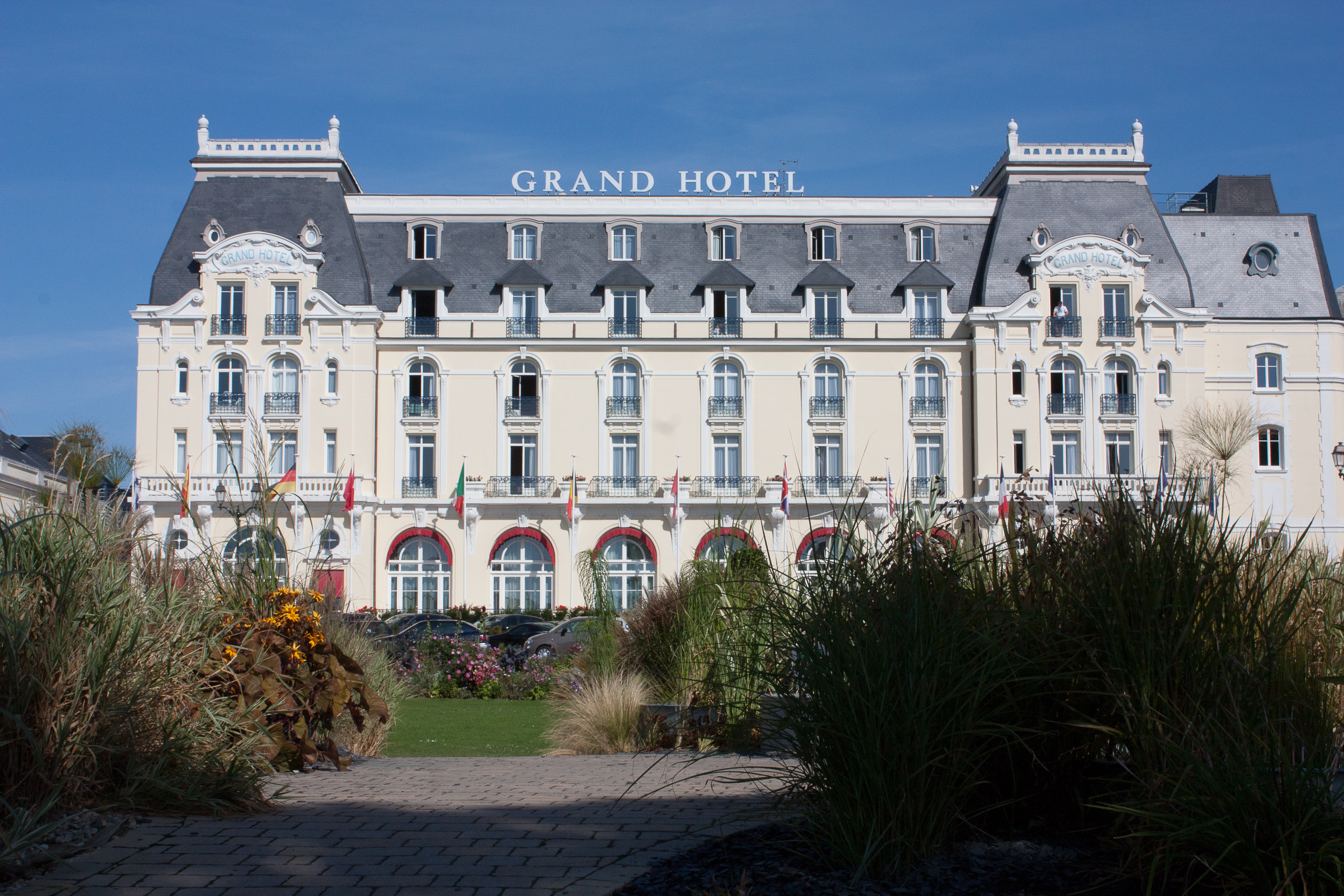
Le Grand Hôtel.
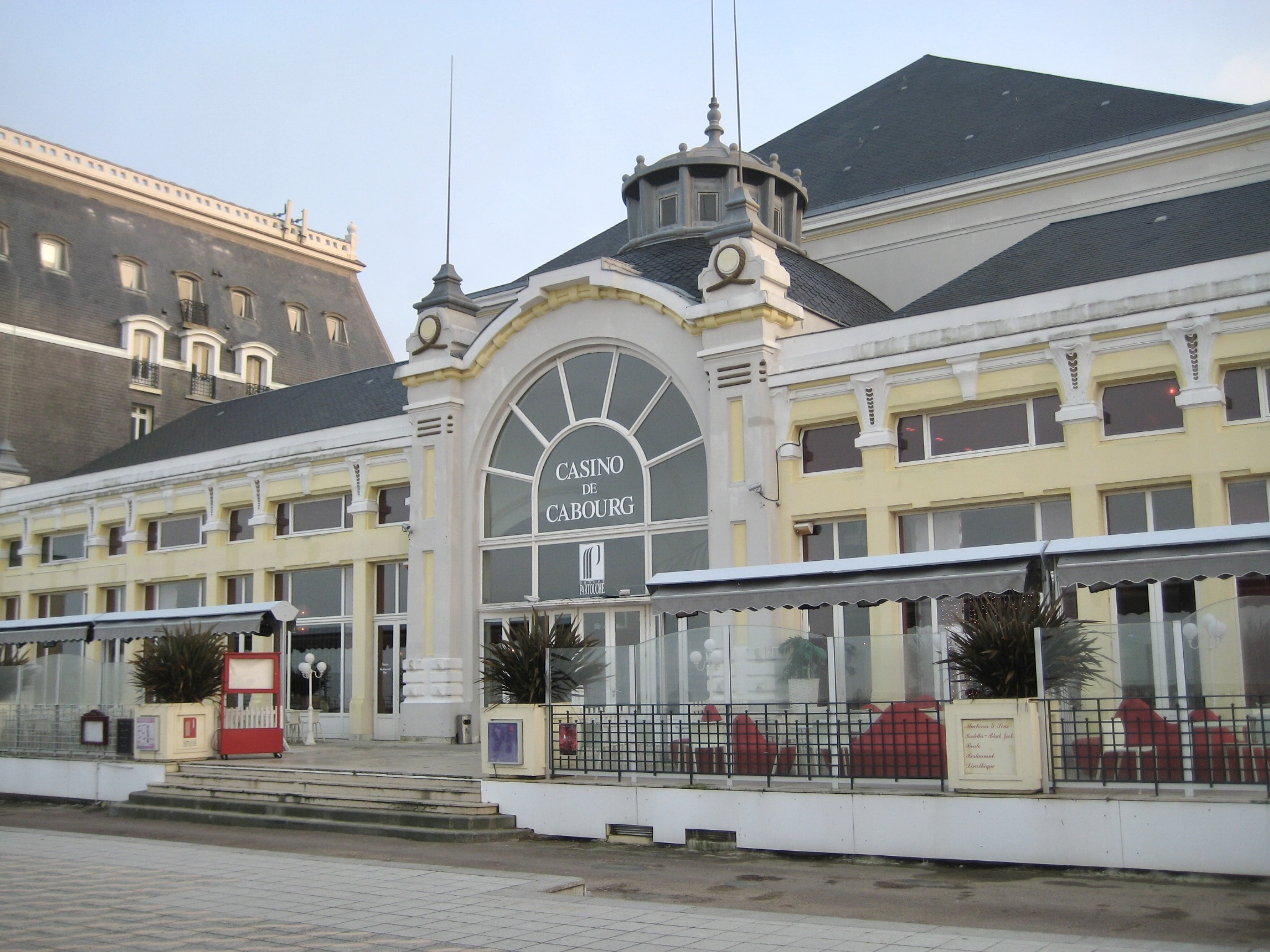
Le Casino de Cabourg.
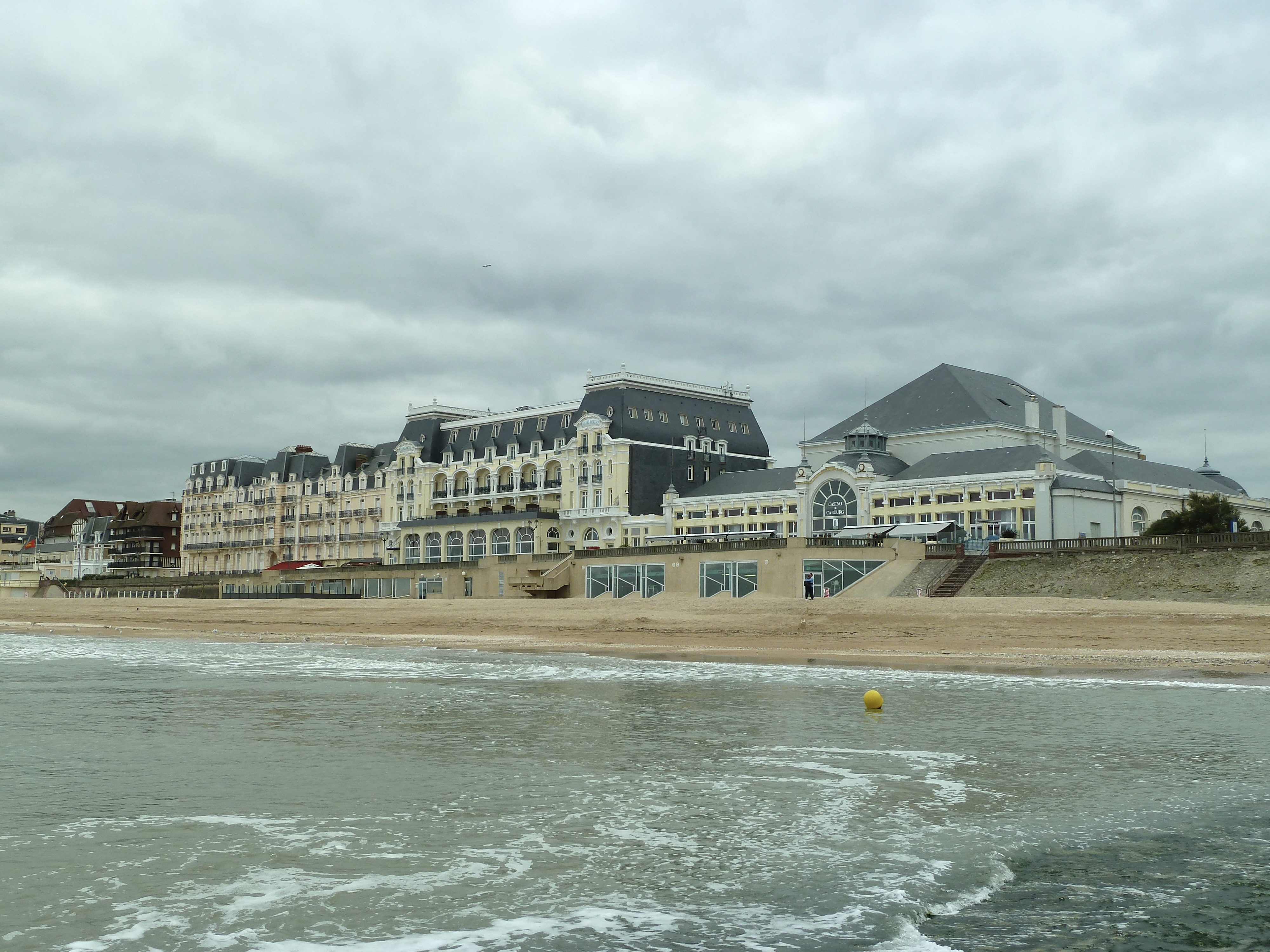
Ensemble Grand Hôtel et casino depuis la mer.

## Le Grand Hôtel de Cabourg à l'écran
- 1977 : La Dentellière, film de Claude Goretta
- 1979 : Les Dames de la côte, mini-série de Nina Companeez
- 1980 : La Boum, film de Claude Pinoteau avec Sophie Marceau, Claude Brasseur, Brigitte Fossey
- 1985 : On ne meurt que deux fois, film de Jacques Deray, avec Michel Serrault, Charlotte Rampling
- 1999 : Comme un poisson hors de l'eau, film de Hervé Hadmar, avec Tchéky Karyo, Monica Bellucci
- 2004 : Du côté de chez Marcel, téléfilm de Dominique Ladoge
- 2007 : Le Cœur des hommes 2, film de Marc Esposito avec Gérard Darmon, Bernard Campan, Jean-Pierre Darroussin, Marc Lavoine
- 2011 : Intouchables, film d'Éric Toledano et Olivier Nakache[4]
- 2011 : À la recherche du temps perdu, téléfilm de Nina Companeez
- 2018-2020 : Groom, web-série du Studio Bagel